# Geneva Open 2024 - Qualificazioni singolare
Le qualificazioni del singolare del Geneva Open 2024 sono state un torneo di tennis preliminare per accedere alla fase finale. I vincitori dell'ultimo turno sono entrati di diritto nel tabellone principale. In caso di ritiro di uno o più giocatori aventi diritto a questi sono subentrati gli alternate, coloro che vengono ammessi al tabellone principale a causa dell'assenza di un lucky loser che possa sostituire il giocatore ritirato.

## Teste di serie
1. Sebastian Ofner (qualificato)
2. Aleksandar Kovacevic (qualificato)
3. David Goffin (qualificato)
4. Nicolas Moreno de Alboran (qualificato)

1. Juan Pablo Ficovich (ultimo turno)
2. Gijs Brouwer (ultimo turno)
3. Abedallah Shelbayh (ultimo turno)
4. Ethan Quinn (primo turno)

## Qualificati
1. Sebastian Ofner
2. Aleksandar Kovacevic

1. David Goffin
2. Nicolas Moreno de Alboran

## Tabellone

### Legenda
| - Q = Qualificato - WC = Wild card - LL = Lucky loser | - ALT = Alternate - SE = Special Exempt - PR = Protected Ranking | - w/o = Walkover - r = Ritirato - d = Squalificato |

### Sezione 1
|  | Primo turno | Primo turno     | Primo turno     | Primo turno | Primo turno |  |  | Ultimo turno | Ultimo turno    | Ultimo turno    | Ultimo turno | Ultimo turno |  |
|  |             |                 |                 |             |             |  |  |              |                 |                 |              |              |  |
|  | 1           | Sebastian Ofner | Sebastian Ofner | 6           | 6           |  |  |              |                 |                 |              |              |  |
|  | WC          | Hendrik Jebens  | Hendrik Jebens  | 4           | 3           |  |  | 1            | Sebastian Ofner | Sebastian Ofner | 7            | 6            |  |
|  |             | Ivan Gachov     | 64              | 7           | 6           |  |  |              | Ivan Gachov     | Ivan Gachov     | 5            | 2            |  |
|  | 8           | Ethan Quinn     | 7               | 64          | 4           |  |  |              |                 |                 |              |              |  |

### Sezione 2
|  | Primo turno | Primo turno          | Primo turno        | Primo turno | Primo turno |  |  | Ultimo turno | Ultimo turno         | Ultimo turno | Ultimo turno | Ultimo turno |  |
|  |             |                      |                    |             |             |  |  |              |                      |              |              |              |  |
|  | 2           | Aleksandar Kovacevic | 7                  | 6           | 6           |  |  |              |                      |              |              |              |  |
|  |             | Mitchell Krueger     | 63                 | 7           | 1           |  |  | 2            | Aleksandar Kovacevic | 6            | 3            | 6            |  |
|  | Alt         | Damien Wenger        | Damien Wenger      | 2           | 4           |  |  | 7            | Abedallah Shelbayh   | 3            | 6            | 3            |  |
|  | 7           | Abedallah Shelbayh   | Abedallah Shelbayh | 6           | 6           |  |  |              |                      |              |              |              |  |

### Sezione 3
|  | Primo turno | Primo turno     | Primo turno     | Primo turno | Primo turno |  |  | Ultimo turno | Ultimo turno | Ultimo turno | Ultimo turno | Ultimo turno |  |
|  |             |                 |                 |             |             |  |  |              |              |              |              |              |  |
|  | 3           | David Goffin    | David Goffin    | 6           | 6           |  |  |              |              |              |              |              |  |
|  |             | Gianluca Mager  | Gianluca Mager  | 3           | 1           |  |  | 3            | David Goffin | David Goffin | 6            | 6            |  |
|  | Alt         | Antoine Bellier | Antoine Bellier | 3           | 4           |  |  | 6            | Gijs Brouwer | Gijs Brouwer | 1            | 0            |  |
|  | 6           | Gijs Brouwer    | Gijs Brouwer    | 6           | 6           |  |  |              |              |              |              |              |  |

### Sezione 4
|  | Primo turno | Primo turno               | Primo turno | Primo turno | Primo turno |  |  | Ultimo turno | Ultimo turno              | Ultimo turno              | Ultimo turno | Ultimo turno |  |
|  |             |                           |             |             |             |  |  |              |                           |                           |              |              |  |
|  | 4           | Nicolas Moreno de Alboran | 4           | 6           | 7           |  |  |              |                           |                           |              |              |  |
|  |             | Thai-Son Kwiatkowski      | 6           | 3           | 64          |  |  | 4            | Nicolas Moreno de Alboran | Nicolas Moreno de Alboran | 6            | 7            |  |
|  | WC          | Jakub Paul                | 3           | 7           | 3           |  |  | 5            | Juan Pablo Ficovich       | Juan Pablo Ficovich       | 4            | 6            |  |
|  | 5           | Juan Pablo Ficovich       | 6           | 65          | 6           |  |  |              |                           |                           |              |              |  |